# Azcárate (Navarra)
Azcárate (Azkarate en euskera y de forma oficial) es una localidad española y un concejo de la Comunidad Foral de Navarra perteneciente al municipio de Araiz. 
Está situado en la Merindad de Pamplona, en la comarca de Norte de Aralar, y a 48 km de la capital de la comunidad, Pamplona. Su población en 2014 fue de 93 habitantes (INE), su superficie es de 4,983 km² y su densidad de población de 18,66 hab/km².

## Geografía física

### Situación
La localidad de Azcárate está situada en la parte central del municipio de Araiz, a los pies del Monte Balerdi a una altitud de 424 m s. n. m. Su término concejil tiene una superficie de 4,983 km² y limita al norte con el municipio de Gaztelu en la provincia de Guipúzcoa y la comunidad autónoma del País Vasco; al este con el concejo de Arriba-Atallo; al sur con el de Uztegui y al oeste con los municipios de Tolosa, Amézqueta y la Comunidad de Amézqueta y Ordicia (Sierra de Aralar) todo ello en Guipúzcoa.
|                                                                        | Norte: Gaztelu (Guipúzcoa) |                     |
| Oeste:Tolosa, Amézqueta y Comunidad de Amézqueta y Ordicia (Guipúzcoa) |                            | Este: Arriba-Atallo |
|                                                                        | Sur: Uztegui               |                     |

## Demografía

### Evolución de la población
| Gráfica de evolución demográfica de Azcárate entre 2000 y 2010 |
|                                                                |
| Datos según el nomenclátor publicado por el INE.               |